# Horse Pedalo
Horse Pedalo, in de beginjaren Sky Pedalo, is een trapmonorail in het Belgische attractiepark Bobbejaanland en staat in het themagebied Desperado City.
De attractie is in opdracht van de familie Bobbejaan Schoepen door Vekoma gebouwd. In 1987 werd de attractie geopend.

## Algemeen
Horse Pedalo is een trapmonorail: een fysiek (door middel van fietspedalen) aangedreven monorail. De gondels gaan sneller vooruit als je sneller op de pedalen trapt.
Toen de attractie pas geopend was, heette hij nog "Sky Pedalo". Later werd dit Horse Pedalo. In 1997 werden de huidige fietsen aangekocht.

## Eigenschappen en ritverloop
Het parcours is op het hoogste punt 4 meter hoog.
In tegenstelling tot een normale trapmonorail, bijvoorbeeld Dino Sky Pedalo in Avonturenpark Hellendoorn, helt de baan van Horse Pedalo lichtjes omlaag waardoor het parcours ook zonder veel inspanning kan worden afgelegd. Wanneer je het station verlaat, wordt de gondel met behulp van een kettingoptakeling een klein heuveltje in de baan opgetakeld om dit hoogteverschil te overbruggen.
Per gondel is er plaats voor 2 personen. Het uiterlijk van de gondels is een paard met daarboven een typerende cowboyhoed met de Bobbejaanland-B op.

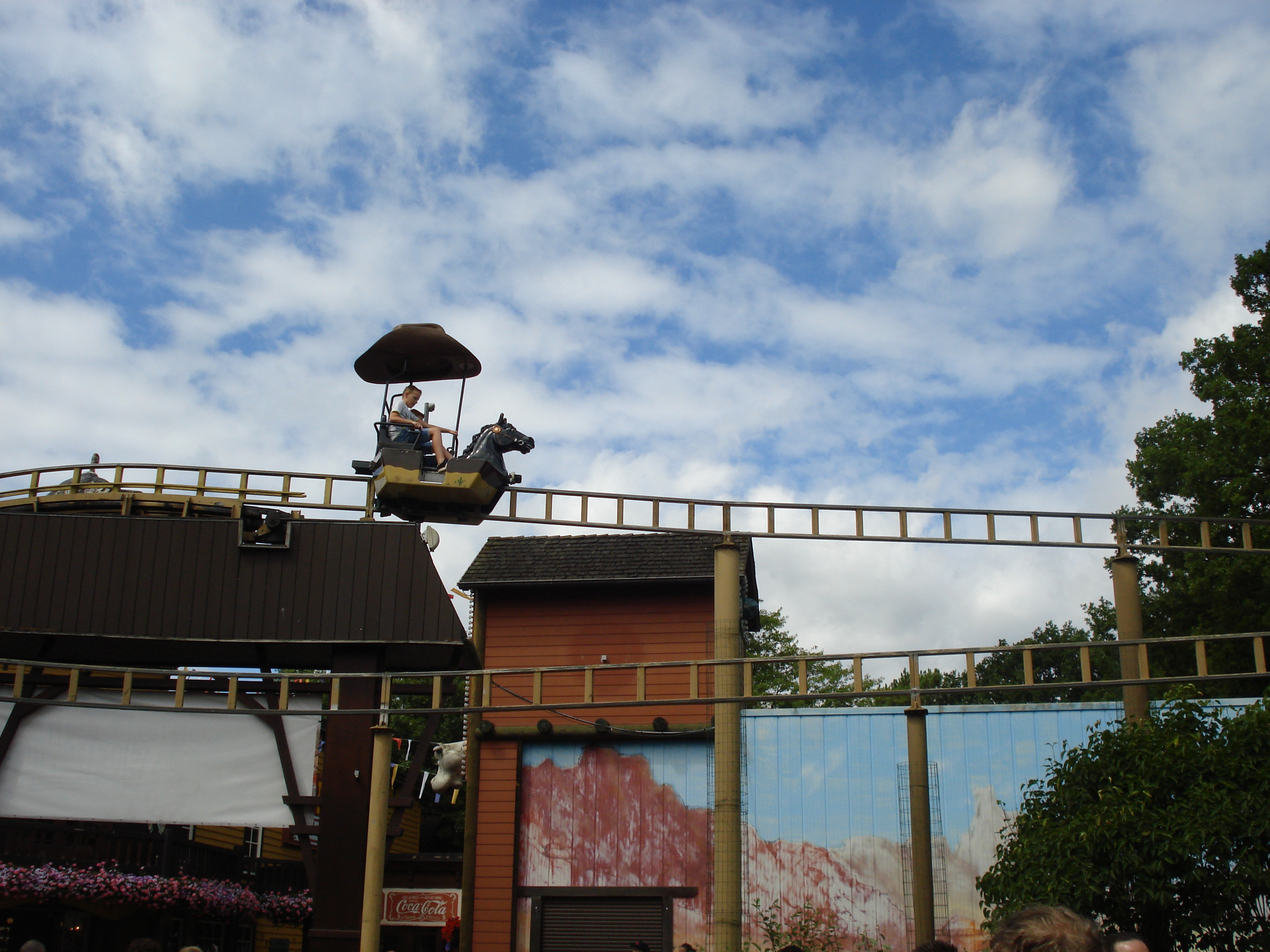
Een gondel van de Horse Pedalo

Na de liftheuvel start het parcours langs een deel van het cowboydorp, het Mexico Plaza en Aztek Express. Hierna gaat de attractie langs de arena over de Pony Ride om vervolgens weer te eindigen in het station.
Afbeeldingen